# Terry Funk
Terrance Funk (* 30. Juni 1944 in Chicago, Illinois; † 23. August 2023 in Amarillo, Texas) war ein US-amerikanischer Wrestler. Er war besser bekannt unter seinem Ringnamen Terry Funk.

## Karriere

### Sportlicher Hintergrund/Anfänge
Während seines Studiums an der West Texas State University spielte Funk im Football-Team.
Terry Funks Vater Dory Funk Sr. war selbst aktiver Wrestler und später verantwortlicher Booker in Amarillo. So stand bereits recht früh fest, dass auch Sohn Terry einmal Wrestler werden würde. Kaum von der Uni, stieg dieser auch schon in der väterlichen Promotion in Amarillo in den Ring. Anfänglich war seine Rolle die eines naiven „Opferlamms“, das im Ring von den Gegnern fürchterlich verprügelt wurde, um dann vom Vater und Bruder erlöst zu werden. Doch recht bald wurde diese Rolle zugunsten der eines absoluten Regelbrechers fallen gelassen.

### National Wrestling Alliance/World Wrestling Federation
In den folgenden Jahren erhielt Funk gemeinsam mit seinem Bruder Dory mehrfach die lokalen World Tag Team Titles. Aber auch als Einzelwrestler war er erfolgreich und gewann in den Südstaaten diverse regionale NWA-Titel. In dieser Zeit arbeiteten er und sein Bruder Dory in einem Fehdenprogramm mit den Brüdern Jack und Jerry Brisco. Schließlich durfte Funk am 10. Dezember 1975 Jack Brisco in einem einstündigen Match um den NWA World Heavyweight Champion Titel besiegen und den Titel nun 424 Tage lang halten.
Als NWA-Champion musste Funk ein äußerst hartes Programm an Titelverteidigungen bestreiten. Er verteidigte den NWA-Titel in den folgenden dreizehn Monaten mindestens 144 Mal. Dabei fehdete er mit späteren Wrestling-Legenden wie Jerry Lawler, Abdullah the Butcher, Dusty Rhodes, Dick the Bruiser und dem zu diesem Zeitpunkt aufstrebenden Nachwuchswrestler Ric Flair. Schließlich musste er den NWA-Titel an Harley Race abtreten.
Nachdem die Rolle des Aushängeschilds der NWA an Harley Race übergegangen war, gingen die Funks nach Japan, wo sie bereits 1971 mit dem Gewinn der NWA International Tag Team Titel von Antonio Inoki & Giant Baba einen großen Eindruck auf die japanischen Wrestling-Fans hinterlassen hatten. Hier wurden sie aufgrund ihres unorthodoxen Kampfstils zu Legenden stilisiert und durften bis 1983 drei Mal die renommierte Real World Tag League von All Japan halten. Nach ihrer Japantour traten die Funk-Brüder auch in Puerto Rico an, wo sie von World Wrestling Council angestellt wurden und den Tag Team-Titel halten durften.
Als Dory und Terry Funk wieder in die Vereinigten Staaten zurückkehrten, traten die beiden in kleinen Independent- und Regional-Ligen an. Schließlich beschloss Terry Funk seine Karriere zu beenden und bestritt am 31. August 1983 sein Abschiedsmatch: Gemeinsam mit Bruder Dory jr. trat er gegen Stan Hansen und Terry Gordy an.
Aufgrund finanzieller Probleme trat Terry Funk bereits zwei Jahre später vom Ruhestand zurück und unterschrieb einen Vertrag mit der damaligen World Wrestling Federation. Hier durfte er einige Male Hulk Hogan um dessen Weltmeistertitel herausfordern. Der Höhepunkt war ein Sieg bei Wrestlemania II gegen den Junkyard Dog und Tito Santana, der gemeinsam mit „Hoss Funk“ (Dory jr.) und Jimmy Hart erzielt wurde. Zudem erfand die WWF noch einen dritten Funkbruder namens „Jimmy Jack Funk“, der von Jesse Barr dargestellt wurde.
Nachdem Terry Funk immer sporadischer in die Storylines geschrieben wurde, ließ er schließlich seinen WWF-Vertrag auslaufen und unterschrieb einen Vertrag bei NWA World Championship Wrestling.

### NWA World Championship Wrestling/United States Wrestling Association
Am 7. Mai 1989 war Terry Funk bei einem Match zwischen Ric Flair und Ricky Steamboat anwesend, das von NWA-World Championship Wrestling veranstaltet wurde. Nachdem Flair gewonnen hatte, ließ man Funk in den Ring stürmen und Flair um dessen World Champion-Titel herausfordern. Nachdem man Funk im Monat darauf nur durch Disqualifikation gegen Steamboat verlieren ließ, kam es zu dem langerwarteten Aufeinandertreffen. Doch den Titel gewinnen durfte Terry Funk nicht. Später forderte er Flair zu einem Match auf, das nur durch Aufgabe entschieden werden konnte und kündigte für den Fall einer Niederlage seinen Rücktritt an. Am 15. November unterlag Funk in diesem angesetzten Match und erklärte seine Karriere erneut für beendet.
Bereits ein Jahr später (1990) stand Funk in Memphis wieder im Ring, wo er seine Fehde mit Jerry Lawler wiederaufnahm und diesem den USWA Unified Heavyweight-Titel abnehmen durfte. Funks Wrestling-Stil hatte sich zwischenzeitlich immer mehr dem extremen Hardcore-Wrestling angepasst. Und so endete die Fehde auch in einem äußerst blutig angelegten Match in einer leeren Halle, das Lawler für sich entscheiden durfte.

### NWA Tri-State Wrestling Alliance/Japan
Terry Funk wurde nun bei NWA Tri-State Wrestling verpflichtet und im Anschluss daran ging er wieder nach Japan.
In Japan trat Terry Funk in Hardcore-Ligen wie der IWA Japan und Big Japan Pro Wrestling an, wo er einige brutale Stacheldrahtmatches bestritt.

### Extreme Championship Wrestling/World Wrestling Federation
1994 ging Funk zurück in die USA und half dabei Extreme Championship Wrestling zu etablieren, indem er sich einstündige Matches mit Shane Douglas und Sabu lieferte. 1995 stand er als Vertreter der ECW im Finale beim IWA Japan King of Death Matches-Turnier Cactus Jack in einem No Ropes Barbed Wire Explosive Barbed Wire Board Time Bomb Death Match gegenüber, bei dem er Verbrennungen dritten Grades erlitt. Bereits ein Jahr später trat er wieder in einem ähnlichen Match an.
Nach diversen Rücktritten durfte der mittlerweile 53-Jährige 1997, nach einem Eingreifen Tommy Dreamers, den ECW World Heavyweight Champion-Titel halten, als er Raven besiegte. 1998 musste er den Titel nach einem Match an Sabu abtreten und Terry Funk unterschrieb wieder einen Vertrag bei der WWF.
Nachdem er bereits beim Royal Rumble einen Gastauftritt hatte, kehrte Terry Funk mit einem Strumpf maskiert unter dem Namen Chainsaw Charlie in die WWF zurück und bildete mit Cactus Jack das Tag Team Hardcore Legends. Nach diversen Fehden verließ Terry Funk die WWF Ende des Jahres 1998 wieder.

### Extreme Championship Wrestling/World Championship Wrestling
Funk kehrte wieder in die ECW zurück, wo er sich eine Fehde mit seinem ehemaligen Schüler Tommy Dreamer lieferte, bevor eine Hepatitis A seiner Karriere ein Ende setzte. Paul Heyman ernannte Terry Funk auf Grund seines Einflusses auf das moderne Hardcore-Wrestling und seines persönlichen Ringstiles (Funks Stil war bis auf die Anfangszeit immer der eines Rulesbreaker, eines Regelbrechers) zum ECW World Champion auf Lebenszeit.
Nachdem Funk die ECW wieder verlassen hatte, ging er als „Commissioner“ in die WCW, wo er im letzten Jahr ihres Bestehens noch einmal Hardcore- und US-Champion werden konnte. Als die WCW 2001 von der WWF aufgekauft wurde, trat Terry Funk nun bei verschiedenen Independent-Ligen wie der International Wrestling Association an.

### Independent/World Wrestling Entertainment

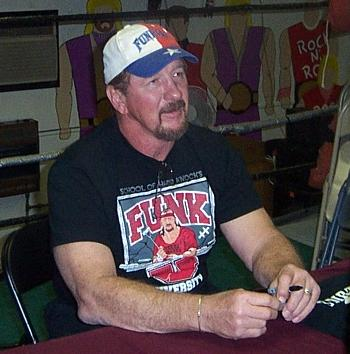
Terry Funk (2008)

Nachdem der WCW-Vertrag von Terry Funk nicht von der WWF übernommen worden war, trat Funk in den unabhängigen Ligen an. So war er auch mehrmals in den Promotionen Xtreme Pro Wrestling (XPW) und IWA verpflichtet worden.
Im Sommer 2005 nahm Terry Funk als Main Eventer bei der von Shane Douglas geleiteten Wrestlingveranstaltung Hardcore Homecoming teil und wurde im November des gleichen Jahres bei der Veranstaltung Hardcore Homecoming 2 - November Reign von Tod Gordon als erstes Mitglied in die neue Hall of Fame des Hardcore-Wrestling aufgenommen.
Im Dezember 2005 wurde Terry Funk von der WWE als „Technischer Berater“ eingestellt und bereits 2006 wieder als aktiver Wrestler für besondere Matches verpflichtet. Dort trat er mit Tommy Dreamer im ECW One Night Stand 2006 gegen Mick Foley und Edge an. Aus gesundheitlichen Gründen ließ Funk seinen WWE-Vertrag auslaufen.
Zuletzt trat Funk wieder in den Independent-Ligen an. Am 4. Januar 2010 trat er bei der Großveranstaltung Wrestle Kingdom IV von New Japan Pro-Wrestling im Tokyo Dome an.
Terrance Funk starb im August 2023 im Alter von 79 Jahren.

## Erfolge

### Titel
- National Wrestling Alliance

- 1× NWA World Heavyweight Champion
- 3× NWA International Tag Team Champion
- 2× NWA World Tag Team Champion (Texas Version)
- 1× NWA United States Heavyweight Champion
- 1× NWA National Television Champion
- 2× NWA International Heavyweight Champion (Amarillo-Version)
- 7× NWA Western States Heavyweight Champion
- 2× NWA Western States Tag Team Champion
- 1× NWA American Heavyweight Champion
- 1× NWA Americas Heavyweight Champion
- 1× NWA Florida Heavyweight Champion
- 2× NWA Florida Southern Heavyweight Champion
- 1× NWA Florida Tag Team Champion
- 1× NWA Florida Television Champion
- 1× NWA Georgia Tag Team Champion (Florida Version)
- 1× NWA North American Tag Team Champion (Florida Version)
- 2× Amarillo Brass Knuckles Champion
- 1× NWA Los Angeles World Tag Team Champion
- 1× NWA Missouri Heavyweight Champion
- 1× NWA Wildside Tag Team Champion
- 1× Southwest Championship Wrestling Heavyweight Champion
- 1× Southwest Championship Wrestling Tag Team Champion

- Extreme Championship Wrestling

- 2× ECW World Heavyweight Champion
- 1× ECW World Television Champion

- Juggalo Championship Wrestling

- 1× Juggalo Championship Wrestling Heavyweight Champion

- Pro Pain Pro Wrestling

- 1× PW Heavyweight Champion

- United States Wrestling Association

- 1× USWA Unified World Heavyweight Champion

- World Championship Wrestling

- 3× WCW Hardcore Champion
- 1× WCW United States Heavyweight Champion

- World Wrestling Federation

- 1× WWF World Tag Team Champion

- World Wrestling Council

- 1× World Wrestling Council Tag Team Champion

### Auszeichnungen
- WCW Hall of Fame (Class of 1995)
- Stampede Wrestling Hall Of Fame (Class of 1995)
- The Professional Wrestling Hall of Fame and Museum (Class of 2004)
- Hardcore-Hall of Fame (Class of 2005)
- WWE Hall of Fame (Class of 2009)

## Bücher von Terry Funk
- Terry Funk: More Than Just Hardcore – Sports Pub, New York 2005, ISBN 978-1-58261-991-0

## Filmografie
Filme
- 1978: Vorhof zum Paradies (Paradise Alley)
- 1987: Over the Top
- 1987: Timestalkers
- 1989: Road House
- 1998: Mom, Can I Keep Her?
- 1999: Active Stealth
- 1999: Beyond the Mat
- 2005: The Ringer

Serien
- 1985: Wildside
- 1991: Swamp Thing
- 1991: Zurück in die Vergangenheit (Quantum Leap)
- 1992: Tequila und Bonetti (Tequila and Bonetti)
- 1983: Die Abenteuer des Brisco County jr. (The Adventures of Brisco County Jr.)
- 1994: Thunder in Paradise
- 1998: X-Factor: Das Unfassbare (Beyond Belief: Fact or Fiction)